# ヤヌシュ・フランチシェク・ラジヴィウ

紋章

ヤヌシュ・フランチシェク・ラジヴィウ（ポーランド語: Janusz Franciszek Radziwiłł、1880年9月3日 - 1967年10月4日）は、ポーランドの貴族、公（帝国諸侯）、政治家。オルィカの第13代オルディナト。

## 生涯
ドイツ帝国議会議員だったフェルディナント・ラジヴィウ公の息子として生まれ、第1次大戦中にドイツ政府が創設した傀儡のポーランド王国の政府組織の一員となった。ポーランド第2共和国の成立後は同国の保守政治家となり、ユゼフ・ピウスツキを支持して彼の組織したBBWR党に入党、1928年から1935年まで共和国下院議員を、1935年から1939年まで共和国上院議員を務めた。政府の支持者である一方で、ラジヴィウはサナツィア体制の拡大（に伴う政府野党の弾圧、検閲制度の施行など）には批判的な立場をとっていた。
1939年にソヴィエトによるポーランド侵攻が起きると、ラジヴィウは内務人民委員部によって逮捕・投獄された。悪名高いルビャンカ刑務所に収容されたラジヴィウは、ラヴレンチー・ベリヤから直々に尋問を受けた。しかし、ラジヴィウはイタリア王室などからのソ連政府に対する国際的圧力により、逮捕から数ヵ月後には解放された。これはヨーロッパ有数の大貴族であるラジヴィウ家の威信のおかげであった。ナチス・ドイツに占領された状態のポーランドに帰国したラジヴィウは、ドイツの元皇帝一族とも親戚にあたる自分の名声を利用して劣悪なポーランド市民の待遇を改善しようと試みた。彼は第二次世界大戦以前からの知り合いだったヘルマン・ゲーリングとも話し合いを持ったが、目論見は不首尾に終わった。ラジヴィウは1944年に起きたワルシャワ蜂起の際、ドイツ軍によって一時的に投獄されている。
1945年に戦争が終わると、ラジヴィウは再び内務人民委員部に逮捕された。ラジヴィウの妻アンナは1947年、共産主義政府の監獄内で獄死したと考えられている。彼はその後解放されたが、その財産の大部分は没収され、共産主義政府によって国有化された。ラジヴィウはそのまま公的生活から引退し、1967年に死んだ。
ロンドンに亡命した末息子のスタニスワフ・アルブレフトは、1959年にジャクリーン・ケネディの妹キャロライン・リー・ブーヴィエと3度目の結婚をし、ケネディ一族に名を連ねた。